# Leopold Lindtberg
Leopold Lindtberg (Viena, 1 de junho de 1902 — Sils im Engadin/Segl, 18 de abril de 1984) foi um cineasta austríaco-suíço.
Sepultado no Cemitério Enzenbühl em Zurique.

## Filmografia selecionada
- 1932 Wenn zwei sich streiten
- 1935 Jä-soo
- 1938 Füsilier Wipf
- 1939 Constable Studer
- 1940 Die missbrauchten Liebesbriefe
- 1941 Landammann Stauffacher
- 1944 Marie-Louise
- 1945 Die letzte Chance
- 1947 Madness Rules
- 1949 Swiss Tour (Ein Seemann ist kein Schneemann)
- 1951 Four in a Jeep
- 1953 The Village